# Герасимовка (Неклиновский район)
Гера́симовка — хутор в Неклиновском районе Ростовской области.
Входит в состав Новобессергеневского сельского поселения.

## Население
| 2010 |
| ---- |
| 102  |

## Улицы
| - ул. Дачная, - ул. Молодёжная, | - ул. Северная, - ул. Центральная. |

## Археология
Каменные орудия, найденные в 1960-е годы у села Герасимовка на берегу Миусского лимана, относятся раннему или началу среднего плейстоцена. Многие специалисты не считают артефактами находки из Герасимовки.